# Emil Svensén
Reinhold Emil Ludvig Svensén, född 2 oktober 1850 i Tveta socken, Kalmar län, död 29 maj 1921 i Mörlunda församling, Kalmar län, kyrkobokförd i  Matteus församling, Stockholm, var en svensk skriftställare

Han var son till riksdagsmannen Carl Johan Svensén. Först vid 22 års ålder beslöt han ägna sig åt studier, då hans synförmåga var synnerligen svag. Men sedan beslutet en gång var fattat, grep han så energiskt verket an att han redan efter tre års studier kunde som privatist avlägga mogenhetsexamen. En stor del av studiematerialet inlärde han genom att få det uppläst för sig. År 1883 avlade han i Uppsala filosofie kandidatexamen. 
Sedan 1883 var Svensén bosatt i Stockholm och stod som författare bakom en mängd frisinnade politiska tidningsartiklar, särskilt i Aftonbladet och Göteborgs Handels- och Sjöfartstidning, samt gjorde sig som föreläsare ett framstående namn. Så var han föreläsare vid 1895 års sommarkurser i Uppsala, föreläsningskursen vid Lunnevad 1896 och vid åtskilliga andra folkhögskolor vid festliga tillfällen. Svensén utnämndes till hedersdoktor vid Lunds Universitet 1918.
Svensén var även verksam som författare. »Jorden och människan» i »Svenska biblioteket», som var en socialpolitisk avhandling om kvinnofrågan och många andra uppsatser vittnade såväl om hans beläsenhet och gedigna kunskaper som om hans förmåga att väl behandla språket och göra vetenskapliga resultat lättfattliga för en större allmänhet.